# Monastero di Sant'Hakob di Akori
Il monastero di Sant'Hakob di Akori (in armeno Ակոռիի Սուրբ Հակոբ վանք?; pronunciato Akori Surb Hakob Vank; talvolta chiamato San Giacomo) è stato un monastero armeno situato nella parte sud-orientale della storica regione di Surmali (oggi nella provincia di Iğdır, in Turchia). Il monastero era situato a circa 4,7 chilometri a sud-ovest di Akori, un villaggio sito sul versante nord-orientale del monte Ararat, a circa 1700 m di altezza. Distrutto da un terremoto e da una conseguente valanga il 2 luglio 1840, Akori fu poi ricostruito, cosa che invece non accadde per il monastero, ed oggi è un piccolo villaggio curdo conosciuto come Yenidoğan, nell'odierno distretto di Aralık.
Durante la prima ascesa del monte Ararat registrata dalla storia ed effettuata nel 1829 dall'esploratore baltico tedesco Friedrich Parrot, dallo scrittore armeno Khačatur Abovjan e da altri quattro alpinisti, i sei scalatori utilizzarono proprio il monastero di Sant'Hakob come base.

## Architettura
Il monastero di Sant'Hakob aveva la tipica forma delle chiese armene del suo periodo, ossia una pianta a forma di croce con una cupola al centro della stessa ed era realizzato in pietra nera. Sulle sue mura erano poi state scolpite delle iscrizioni eucaristiche databili al XIII-XIV secolo.

## Storia
Il monastero fu fondato nel 341 da San Giacomo di Nisibi (Surb Hakob), il secondo vescovo della città di Nisibi, che visse tra il III e il VI secolo. Sebbene nel Martyrologium Hieronymianum sia riportato che la morte del santo sarebbe avvenuta il 15 luglio del 338, nel tredicesimo giorno del primo assedio di Nisibi condotto da Sapore II, in alcune fonti esso compare come uno dei firmatari del Concilio di Antiochia, e nel Chronicon Paschale la sua morte è fatta risalire al 350, durante un altro assedio della città, condotto sempre da Sapore II, e vi è quindi la possibilità che sia stato proprio lui a fondare il monastero. L'edificio fu eretto sul versante nord-orientale del monte Ararat, nell'antico cantone di Masyatsotn, facente parte della provincia di Ayrarat, nel regno d'Armenia, il quale al tempo era un protettorato dell'Impero Romano. 
Secondo alcune fonti il monastero era intitolato a Sant'Hakob e nelle sue vicinanze, probabilmente proprio all'interno di Akori, sorgeva una cappella intitolata a San Giacomo, mentre altre fonti si riferiscono allo stesso edificio con entrambi i nomi. Sempre secondo antiche fonti, il monastero avrebbe custodito come reliquie alcuni pezzi legno provenienti dall'arca di Noè, che, secondo una tradizione derivante dal cronista armeno del V secolo Fausto di Bisanzio, si era arenata sull'Ararat alla fine della sua navigazione.
Proprio il monte Ararat fu la causa della distruzione del monastero. Quest'ultimo fu infatti travolto e raso al suolo, assieme al villaggio di Akori, durante l'ultima eruzione del vulcano, avvenuta il 2 luglio 1840 (secondo altre fonti il 20 giugno), dalla valanga conseguente al terremoto scatenato dall'eruzione.

## Folklore
Secondo la leggenda, San Giacomo di Nisibi (Surb Hakob) provò molte volte a trovare e scalare il monte Judi, ossia il leggendario monte su cui si sarebbe arenata l'arca di Noè e che solo in seguito sarebbe stato definitivamente associato al monte Ararat, alla ricerca della suddetta arca, la quale, secondo la già citata più recente tradizione, sarebbe rimasta sepolta sotto uno spesso strato di ghiaccio nei pressi della cima della montagna, in corrispondenza del ghiacciaio Parrot. Secondo il racconto, ogni volta che tentava l'ascesa, il santo si addormentava per poi svegliarsi a valle, finché un giorno, dopo molti tentativi, egli udì in sogno la voce di Dio che gli intimava di abbandonare la ricerca dell'arca dandogli, come ricompensa per questa sua rinuncia, un pezzo di legno con cui l'arca era stata costruita. Una volta svegliatosi, il santo trovò vicino a sé proprio il pezzo di legno promessogli da Dio e decise di costruire un monastero nello stesso luogo del ritrovamento (o, secondo altre fonti, nel luogo in cui secondo la tradizione Noè costruì un altare una volta lasciata l'arca). Tempo dopo, infine, il monastero fu intitolato al suo stesso fondatore.